# Syringogaster papaveroi
Syringogaster papaveroi är en tvåvingeart som beskrevs av Prado 1969. Syringogaster papaveroi ingår i släktet Syringogaster och familjen Syringogastridae. Inga underarter finns listade i Catalogue of Life.